# Музей исламской культуры
Музе́й исла́мской культу́ры (тат. Ислам мәдәнияте музее) — одно из музейных подразделений музея-заповедника «Казанский кремль». Музей находится на цокольном этаже мечети Кул-Шариф, расположенной на территории Казанского кремля, и действует с 21 февраля 2006 года. Это единственный в России музей, посвящённый истории и культуре ислама у тюрко-татарских народов Поволжья и Приуралья.
Основной целью работы музея является осуществление научно-просветительской, научно-исследовательской и образовательной деятельности, выявление и комплектование музейных предметов и музейных коллекций по истории и культуре Ислама и мусульманской цивилизации в Среднем Поволжье, их изучение и публичное представление. Обновленная в апреле 2014 года экспозиция музея раскрывает специфику татарского восприятия ислама и вклад татар в общую культуру ислама, показывает ислам как источник образования, культуры, богатой письменной традиции, а также как важный фактор в формировании татарской нации и национальной идентичности.

## Экспозиция
Экспозиция музея представлена тремя основными разделами:
- «Мусульманская цивилизации Поволжья: от Булгара до Казани»,
- «Ислам от эпохи реформаторства до современности (вторая половина XVIII — начало XXI вв.)»,
- «Книжная культура татарского народа».

Предметный ряд экспозиции дополнен мультимедийными экспонатами, среди которых интерактивный «Листающийся Коран», инсталляция «Казанский Кремль в XV—XXI вв.» (реконструкция архитектурного облика «Казанского Кремля» в формате 3D), Интерактивное окно в «Кабинете просветителя» с видами старой Казани, проекция «Урок в медресе» (шакирды учат азан — призыв к молитве), компьютерная инсталляция «Поющий шамаиль». Также в составе экспозиции имеются подарочные издания Корана на разных языках мира.